# Saskia Feige
Saskia Feige (* 13. August 1997 in Potsdam) ist eine ehemalige deutsche Leichtathletin in der Disziplin Gehen.

## Sportliche Karriere

### Mittelstrecke
Saskia Feige startete ihre Karriere als Leichtathletin in mehreren Laufdisziplinen. In der Jugend spezialisierte sie sich auf die mittleren Strecken 800 und 1500 Meter. Mit 4:43,81 min erreichte sie am 3. Juni 2012 über 1500 Meter in Berlin ihre persönliche Bestleistung. Am 19. Januar 2013 erreichte sie bei einem Hallenwettkampf in Berlin mit 2:18,54 min ihre persönliche Bestleistung über 800 Meter.

### Leichtathletisches Gehen
Feige startet sowohl im Bahngehen als auch im Straßengehen. In beiden Disziplinen konnte sie bereits nationale Erfolge erzielen.

#### Bahngehen
2015 nahm Saskia Feige an einem Schnuppertraining beim Gehen teil und wechselte auf Anhieb beim SC Potsdam zum Gehen. Bereits im folgenden Jahr nahm sie erfolgreich an Wettkämpfen teil. Bei den Deutschen Meisterschaften 2016 ging sie beim 5000-Meter-Bahngehen an den Start und holte sich mit 23:15,47 min den Vizemeistertitel.

#### Straßengehen
Nachdem Feige bereits im Jahr 2016 in der Jugend-Nationalmannschaft in Rom bei den U20 im 10-Kilometer-Gehen international für Deutschland gestartet war, trat sie am 23. April 2017 bei den Deutschen Meisterschaften im 20-Kilometer-Gehen in Naumburg (Saale) an. Sie absolvierte die 20 Kilometer in einer Zeit von 1:33:23 h und belegte hinter Emilia Lehmeyer den zweiten Platz.
Bei den Deutschen Meisterschaften 2018 in Naumburg (Saale) wurde Feige hinter Emilia Lehmeyer und vor Teresa Zurek Deutsche Vizemeisterin im 20-Kilometer-Gehen. Alle drei Geherinnen erfüllten damit die Norm für die im gleichen Jahr stattfindenden Heimeuropameisterschaften in Berlin. Feige erreichte bei den Europameisterschaften 2018 in Berlin den 16. Platz.
Bei den Deutschen Meisterschaften 2019 in Naumburg (Saale) wurde sie Deutsche Meisterin im 20-Kilometer-Gehen mit neuer persönlicher Bestzeit von 1:30:40 h, erfüllte mit dieser Leistung sogar bereits den internationalen Richtwert für die Olympischen Spiele in Tokio 2020. Bei den Weltmeisterschaften 2019 in Doha erreichte Feige als drittbeste Europäerin im 20-Kilometer-Gehen den 11. Platz.
Die Deutschen Meisterschaften 2020 im Straßengehen in Naumburg (Saale) wurden aufgrund der COVID-19-Pandemie abgesagt.
Die Deutschen Meisterschaften 2021 im Straßengehen fanden am 10. April 2021 in Frankfurt (Main) statt. Aufgrund der COVID-19-Pandemie konnten ausschließlich Bundeskader-Athletinnen und Bundeskader-Athleten teilnehmen. Feige wurde im 20-Kilometer-Gehen in 1:31:37 h Deutsche Meisterin.
Bei den um ein Jahr verschobenen Olympischen Spielen gab sie das Rennen vorzeitig auf. Aufgrund des im Vergleich zu Tokio milderen Klimas wurden die Geh- und Marathonwettbewerbe in Sapporo ausgetragen.
Bei den Europameisterschaften 2022 in München gewann Feige in persönlicher Bestzeit von 1:29:25 h im 20-Kilometer-Gehen die Bronzemedaille.
Bei den Deutschen Meisterschaften 2023 in Erfurt wurde Feige im 20-km-Gehen Deutsche Meisterin in einer Zeit von 1:28:28 h und blieb damit fast eine Minute unter ihrer alten Bestzeit. Damit erfüllte sie sowohl den Richtwert (1:29:20 h) für die Weltmeisterschaften 2023 in Budapest (Ungarn) als auch für die Olympischen Spiele 2024 in Paris (Frankreich) und verpasste sie den deutschen Rekord von Sabine Zimmer (1:27:56 h) um nur etwas mehr als eine halbe Minute.
Nach den Olympischen Spielen 2024 trat sie zurück, um sich auf ihr Medizinstudium zu konzentrieren.

## Trainer
Saskia Feige wurde zu Beginn ihrer sportlichen Laufbahn von Peter Schäperkötter trainiert. Der Wechsel zum Gehen erfolgte unter der Leitung von Nachwuchsbundestrainerin Manja Berger, die sie von 2015 bis 2018 betreute. Ab 2019 trainierte sie bei Bundestrainer Ronald Weigel bis zu den Olympischen Spielen 2021 und wechselte im Anschluss daran mit Beginn der neuen Saison zu Thomas Dreißigacker und Beate Conrad, die Feiges Trainerteam im SC DHfK Leipzig bildeten.

## Leben
Saskia Feige bestand 2018 ihr Abitur an der Sportschule Potsdam mit einem Notendurchschnitt von 1,0. Sie begann im Anschluss ein Studium der Bioinformatik und Systembiologie an der TH Wildau, das sie nicht beendete. 2020 nahm sie ein Studium der Humanmedizin an der Universität Leipzig auf.

## Persönliche Bestzeiten
- 800 Meter (Halle): 2:18,54 min, 19. Januar 2013 in  Berlin
- 1500 Meter: 4:43,81 min, 3. Juni 2012 in  Berlin
- 3000 Meter Bahngehen: 12:46,30 min, 12. September 2020 in  Strausberg
- 5000 Meter Bahngehen: 21:48,30 min, 28. August 2020 in  Beeskow
- 10-km-Gehen: 49:46 min, 7. Mai 2016 in  Rom
- 20-km-Gehen: 1:28:28 h, 15. April 2023 in  Erfurt